# Майе, Робер
Робе́р Майе́ (фр. Robert Maillet; род. 26 октября 1969 года, Сент-Мари-де-Кент) — канадский актёр и бывший рестлер, известный по выступлениям в World Wrestling Federation (WWF) с 1997 по 1999 год под псевдонимом Ку́ррган (англ. Kurrgan).
Как актёр известен ролями в фильмах «300 спартанцев» (2006), «Шерлок Холмс» (2009), «Тихоокеанский рубеж» (2013), «Геракл» (2014) и «Дэдпул 2» (2018).

## Карьера в рестлинге
Он начал выступать под именем Акадский Гигант в начале 90-х годов. Майе впервые появился в WWF 11 ноября 1991 года, когда он выступал под именем Каджунский Гигант, победив Боба Брэдли в темном матче на телевизионном показе в Ютике, Нью-Йорк. В 1991 году он работал в Super World of Sports под именем Гигант Голиаф. Он также работал в японском промоушене W*ING под именем Голиаф Эль Гиганте.
Он подписал контракт с WWF в 1997 году, вместе с Джекилом, как член «Комиссии правды». Группа была направлена в United States Wrestling Association (USWA), после чего была призвана в основной состав WWF, где Майе получил имя Дознаватель (его имя было вдохновлено персонажем «Горца» Курганом, и на телевидении его иногда называли Курган Дознаватель). Под руководством Джекила, харизматичного лидера культа, Курган был хилом, известным тем, что применял к своим противникам захват «Железный коготь» и не отпускал противника, пока Джекил не бил его по лицу.
После расформирования «Комиссии правды» Майе (теперь его звали просто Куррган) продолжал выступать в одиночном разряде под руководством Джекила. Позже он вошел в состав «Странностей», новой команды Джекила; однако после того, как Джекил был снят с поста советника «Странностей» и заменен на Insane Clown Posse, «Странности» превратились в фейсов и стали любимцами фанатов. Позже Майе работал на рестлинг-мероприятиях Жака Ружо под именем Курган. 8 июля 2005 года он сразился с Джимом Дагганом.

## Титулы и достижения
- NWA: Extreme Canadian Championship Wrestling
  - NWA/ECCW Heavyweight Championship (2 раза)

- Real Action Wrestling
  - RAW Heavyweight Championship (1 раз)

- United States Wrestling Association
  - USWA World Tag Team Championship (3 раза) — с Рекон

- Wrestling Observer Newsletter 
  - Худшая команда года (1998) с Голгой